# Lúcar (kommun)
Lúcar är en kommun i Spanien.   Den ligger i provinsen Provincia de Almería och regionen Andalusien, i den södra delen av landet, 300 km söder om huvudstaden Madrid. Antalet invånare är 886. Arean är 95 kvadratkilometer. Lúcar gränsar till Oria, Somontín, Purchena, Armuña de Almanzora, Tíjola och Cúllar. 
Terrängen i Lúcar är kuperad.